# 1970년 영국 총선
1970년 영국 총선은 1970년 6월 18일에 영국 하원의 의원 630명을 선출하기 위해 실시되었다. 1969년 선거법 개정으로 선거연령이 18세로 낮춰진 뒤 처음 치러진 선거였으며, 노동당이 10%이상 앞설 것이라는 여론조사와 다르게 보수당의 승리로 정권이 교체되었다.

## 선거 결과
정당별 의석수
| 정당              | 의석수 |
| ----------------- | ------ |
| 보수당            | 330    |
| 노동당            | 288    |
| 자유당            | 6      |
| 통합당            | 2      |
| 스코틀랜드 국민당 | 1      |
| 청교도연맹        | 1      |
| 공화노동당        | 1      |
| 무소속            | 1      |
| 합계              | 630    |

정당 득표율
| 정당              | 득표수     | 득표율 |
| ----------------- | ---------- | ------ |
| 보수당            | 13,145,123 | 46.4%  |
| 노동당            | 12,208,758 | 43.1%  |
| 자유당            | 2,117,035  | 7.5%   |
| 스코틀랜드 국민당 | 306,802    | 1.1%   |
| 웨일스당          | 175,016    | 0.6%   |
| 통합당            | 140,930    | 0.5%   |
| 공산당            | 37,970     | 0.1%   |
| 청교도연맹        | 35,303     | 0.1%   |
| 공화노동당        | 30,649     | 0.1%   |